# Mario Luis Bergara
Mario Bergara (Montevideo, Uruguay, 1 de diciembre de 1937-28 de febrero de 2001) fue un futbolista de Uruguay que jugó en la posición de delantero. Era hermano del también futbolista Danny Bergara.

## Carrera

### Club
| Periodo   | Club                 |
| --------- | -------------------- |
| 1956-1961 | Racing CM            |
| 1961-1965 | Nacional de Uruguay  |
| 1965-1967 | Racing CM            |
| 1967-1969 | Montevideo Wanderers |

### Selección nacional
Debutó con Uruguay el 6 de diciembre de 1959 dirigido por Juan Carlos Colazzo a los 22 años, jugó 15 partidos internacionales y anotó seis goles; incluyendo uno en la Copa Mundial de Fútbol de 1962 en la derrota por 1-3 ante Yugoslavia.

## Palmarés

### Club
- Primera División de Uruguay (1): 1963
- Torneo Competencia (3): 1961, 1962, 1963
- Torneo de Honor (): 1961, 1962, 1963
- Campeonato General Artigas (2): 1961, 1962

### Selección nacional
- Copa América (1): 1959